# Équipe de Sainte-Lucie de rugby à XV
L'équipe de Sainte-Lucie de rugby à XV rassemble les meilleurs joueurs de rugby à XV de Sainte-Lucie, est membre de la NACRA et joue actuellement dans le Championnat des Caraïbes de rugby. Elle ne s'est pas encore qualifiée pour disputer une Coupe du monde mais elle a participé aux tournois qualificatifs.

## Histoire
Sainte-Lucie fait ses débuts internationaux en 2005 : l'équipe prend part au tournoi des Amériques qualificatif pour la Coupe du monde de rugby à XV 2007 en France.
En match préliminaire, elle gagne 36-25 contre Saint-Vincent-et-les Grenadines, puis fait partie de la poule Sud du Tour 1a en compagnie de Barbade, du Guyana et de Trinité-et-Tobago. Les trois rencontres se soldent par autant de déroutes. Sainte-Lucie termine quatrième de poule et arrête là son parcours.

## Palmarès
- Coupe du monde
  - 1987 : pas invité
  - 1991 : pas concouru
  - 1995 : pas concouru
  - 1999 : pas concouru
  - 2003 : pas concouru
  - 2007 : pas qualifié
  - 2011 : pas qualifié
  - 2015 : pas qualifié